# Yvré-l'Évêque
Yvré-l'Évêque é uma comuna francesa na região administrativa do País do Loire, no departamento de Sarthe. Estende-se por uma área de 27.61 km². Em 2010 a comuna tinha 4 327 habitantes (densidade: 156,7 hab./km²).